# Ceromasia hybreas
Ceromasia hybreas là một loài ruồi trong họ Tachinidae.